# Denosumab
Denosumab  is een monoklonaal antilichaam, dat als een calciumregulerende stof per injectie wordt toegediend. Het bindt specifiek en met hoge affiniteit aan een cytokine dat essentieel is voor de vorming en activering van osteoclasten. Hierdoor is er  minder botresorptie in corticaal en trabeculair botweefsel. Eveneens wordt er minder botweefsel vernietigd als er kanker in het spel is.
De stof wordt uiteindelijk door peptidasen in onwerkzame fragmenten afgebroken, waarbij de halfwaardetijd circa 30 dagen is.

## Indicaties
- In Nederland is de injectie onder de merknaam Prolia ® in de handel[1] met als indicatie behandeling van botontkalking. De injectie wordt 2x per jaar subcutaan toegediend.
- Onder de merknaam Xgeva ®[2]   is een injectie in de handel met als indicatie de preventie van botcomplicaties bij volwassenen met botmetastasen van solide tumoren. Deze injectie wordt 1x per 4 weken subcutaan toegediend.

## Contra-indicaties
Hypocalciëmie. Er dient tijdens de therapie voldoende calcium en vitamine D te worden toegediend.

## Bijwerkingen
Bij onvoldoende calciumtoediening kunnen er paresthesieën, spierkrampen , spasmen en epileptische aanvallen optreden.

## Waarschuwingen na registratie
Op 26 september 2014 waarschuwde het CBG nogmaals voor de bijwerking van osteonecrose(schadelijke botafbraak) van de kaak. De fabrikant Amgen schreef een waarschuwingsbrief aan de voorschrijvers.
Op 20 juli 2015 komt het CBG met een specifieke Contra-indicatie voor Xgeva: Niet gebruiken bij wonden na kaak- of mondchirurgie!
Tevens volgt er advies voor de behandeling  met denosumab start:
Het CBG adviseert tevens:
- Bij patiënten een tandheelkundig onderzoek te doen vóór ze starten met gebruik van denosumab.
- Een behandelplan op te stellen voor alle patiënten die ONK ontwikkelen, samen met een tandarts of kaakchirurg met expertise op het gebied van ONK.[5]